# Смерть вождя

Сергей Меркуров. Смерть вождя (обратная сторона)

«Смерть вождя́» (в разное время работа также носила названия «Похороны вождя», «Рабочие несут тело Владимира Ильича» и другие) — гранитная композиция советского скульптора Сергея Меркурова — академика АХ СССР, народного художника СССР, лауреата двух Сталинских премий первой степени. Композиция была начата в гипсе в 1924 году и переведена в камень в 1949 году; выполнена в технике горельефа. С 1958 года по настоящее время находится в коллекции и экспозиции под открытым небом Государственного исторического музея-заповедника «Горки Ленинские» — музея В. И. Ленина в посёлке Горки Ленинские Московской области.
Скульптурная композиция «Смерть вождя» Сергея Меркурова была специальным решением Особой комиссии Оргбюро ЦК ВКП(б) удалена с выставки «Художественные произведения к десятилетию Октябрьской революции». Это решение было затем подтверждено на заседании Политбюро ЦК 5 января 1928 года. Горельеф вызывал серьёзные дискуссии среди историков и искусствоведов, один из которых считал иконографический образ покойного вождя в композиции традиционным для европейских средневековых и ренессансных надгробий, а другой, указывая на принадлежность скульптора к дореволюционному сообществу, практиковавшему эзотерические восточные учения, видел в композиции «намёк скульптора на причастность вождя мирового пролетариата к мистическому братству посвящённых».
Искусствоведы отмечали композицию «Смерть вождя» как одну из лучших в советской скульптурной лениниане. Они видели в ней влияние эпохи Возрождения, творчества французских скульпторов рубежа XIX и XX веков Огюста Родена и Константина Менье, северного модерна и творчества немецких ваятелей рубежа веков, реализма и романтизма.

## Меркуров и Ленин
Скульптор хорошо знал Ленина, много раз встречался с ним. В своих воспоминаниях, которые он так и озаглавил «Вспоминаю» (первоначально значительно сокращённый вариант был опубликован в 1953 году под названием «Мысли, меня вдохновившие»), Меркуров описывает свою первую встречу с лидером большевиков в 1902 году, когда он присутствовал в Цюрихе на выступлении Владимира Ильича перед марксистами-эмигрантами. «Крепко сложенный человечек небольшого роста» начал говорить тихо и спокойно, «выступление… отличалось простотой, всем понятной логичной аргументацией, своей искренностью». Когда в ходе выступления Ленин стал волноваться, то Меркурову он показался находящимся «в целеустремлённом движении».
С 1918 года скульптор постоянно виделся с Лениным. В 1920 году Ленин, уже председатель Совнаркома, вызвал к себе скульптора, который отказался от получения полагающегося ему продовольственного пайка, для личной беседы. Когда Меркуров заявил, что хочет собственными руками обрабатывать участок земли, чтобы кормить себя сам, то Ленин прислал ему список из 75 конфискованных помещичьих имений под Москвой. В ответ скульптор сообщил, что с такими земельными угодьями он справиться не сумеет, и нашёл сам пустующую дачу в Измайловском зверинце с участком 1,5 десятины земли. По распоряжению Ленина скульптору был оформлен ордер на этот участок.
В начале 1924 года Меркурову было поручено снять посмертную маску с Ленина в Горках. Скульптор сожалел, что Председатель правительства так и не нашёл времени ему позировать, несмотря на многочисленные просьбы. Позже, рассказывая в своих воспоминаниях и в письме Народному комиссару по военным и морским делам СССР Клименту Ворошилову о своей многолетней работе над многочисленными памятниками Ленину, Меркуров отмечал, что собрал огромную коллекцию, в которую входят фото и киноматериалы, рисунки, скульптуры, одежда, головные уборы, воспоминания и рассказы друзей и соратников Владимира Ильича, им были записаны указания супруги и сестры Ленина. Вместе с тем, он осознавал, что личные впечатления знавших Ленина значительно отличаются друг от друга, поэтому, по его словам, брал из них только то, что «нужно для художника, для создания и усиления того образа, который он носит в себе». Ещё одним источником своей работы над изображениями Ленина Меркуров считал народное творчество, которое создало образ «простого, целеустремлённого, зовущего вперёд, к будущему человека». Советский и российский искусствовед, основатель и первый директор музея «Творчество и быт ГУЛАГа», Валентина Тиханова писала, что в работах Меркурова Ленин предстаёт пламенным оратором, мудрым руководителем народных масс, величайшим государственным деятелем.

## Скульптурная композиция в экспозиции Государственного исторического музея-заповедника «Горки Ленинские»
Скульптурная композиция состоит из девяти мужских фигур. Восемь из них симметрично расположены в два параллельных ряда и одна  замыкает процессию. Лица участников похоронного шествия печальны, они двигаются медленным шагом. На их согнутых плечах покоится тело мёртвого лидера большевистской партии. Оно поднято на высоту человеческого роста и прикрыто траурным покрывалом. Из-под него видны только голова и грудь Ленина. Советский искусствовед, специализировавшаяся на скульптуре XX века, Инесса Меркурова, супруга сына Меркурова, так описывала монумент:

На склонённых плечах рабочих плывёт драгоценная ноша. Торжественно-спокойно лицо Владимира Ильича. В медленном ритме движутся фигуры. Чувство тяжкой утраты, вера в осуществление грандиозных замыслов вождя, готовность продолжить начатое Лениным дело сливаются воедино. Наверное, только очевидец событий, человек, лично знавший Ленина, способен был создать столь проникновенное произведение.— Инесса Меркурова. Сергей Меркуров

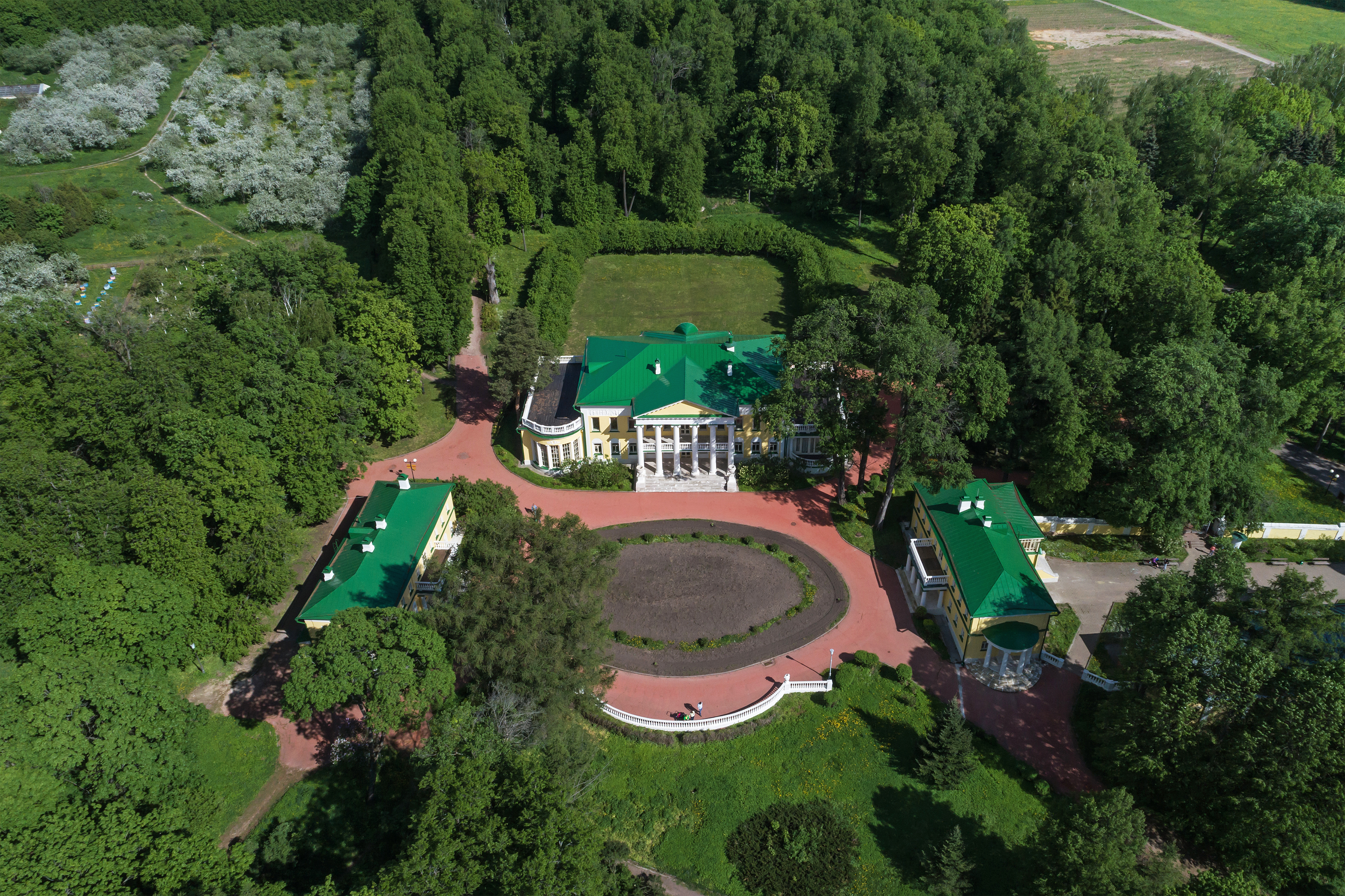
Бывшая усадьба Горки (ныне дом-музей Горки Ленинские), аэрофотосъёмка 2017 года

Композиция выполнена из красного гранита. Её размер — 360 × 200 × 270 см. Она установлена на Траурной аллее вблизи усадебного дома Зинаиды Морозовой, где проживал В. И. Ленин в последние месяцы жизни.

## Первый вариант скульптурной композиции «Смерть вождя»
Работу над монументом Меркуров начал в 1924 году. «Более года после смерти Ленина не иссякал вдохновенный поток стихов, портретов, бюстов, монументов и самых различных memorabilia в его честь», — писала об этом времени доктор исторических наук и научный сотрудник Центра Дэвиса Нина Тумаркин. Облик Ленина украшал фарфоровую посуду, ювелирные изделия, конфетные фантики и папиросные пачки. В 1924 году было издано 17 миллионов экземпляров ленинских трудов и книг о Ленине (16 % всей книжной продукции СССР). Уровень большей части художественной продукции был настолько низкий, что 24 апреля 1924 года ВЦИК издал особый декрет, запрещавший воспроизведение, продажу и публикацию в средствах массовой информации портретных изображений Ленина (исключение было сделано только для фотографий) без особого разрешения, которое получил полномочия предоставлять каждый из членов специального подкомитета Комиссии по увековечению памяти В. И. Ленина.
Скульптор считал свои первые портреты Ленина «протокольно-реальными» (Ленин, «каким его знали современники», по выражению самого Меркурова) и мечтал о художественном истолковании его образа, для которого будет характерно монументально-эпическое обобщение («В. И. Ленин — символ — отображение своей эпохи», по словам скульптора). Скульптор позже вспоминал: «В этой композиции я хотел передать то настроение трудящихся Советского Союза, которому я был свидетелем и которое я впитал в себя в Колонном зале Дома союзов в исторические дни смерти и похорон В. И. Ленина». Супруга скульптора вспоминала, что Сергей Меркуров работал над композицией «Смерть вождя» по четырнадцать часов в день. Сын художника в своих воспоминаниях писал, что ранним утром каждого дня он обнаруживал отца работающим над «Смертью вождя» в своей мастерской. По свидетельству Инессы Меркуровой, которое повторяют в своей статье Киташова и Колоскова, в композиции скульптурной группы Меркуров поставил сложную с точки зрения техники исполнения композиционную задачу — создать иллюзию движения, разместив персонажей на ступенчатой платформе. Сам постамент группы был задуман предельно низким, чтобы создать ощущение единства зрителя с участниками траурного шествия.
Скульптор утверждал, что в своей работе он не имел образцов для подражания. С его точки зрения, работы классической древности и эпохи Возрождения достойны восхищения и удивления, но находились под влиянием религиозного мировоззрения, «были лишены чувства человеческого величия, гармонической свободы, внутреннего порыва и ощущения духовной мощи человека, тема человека — Прометея им чужда». Другую сложность он видел в том, что образ Ленина современниками мыслится в движении, устремлённым вперёд. Решение этих проблем требовало поисков и экспериментов.
Сам скульптор в воспоминаниях писал: «Схема этой группы была построена на основе числовых отношений нотной гаммы». По мнению невестки скульптора, которое повторяют Колоскова и Киташова, это следует понимать, как использование числовых соотношений минорной гаммы в расположении фигур рабочих, несущих мёртвое тело Ленина. Советский дирижёр и композитор Рейнгольд Глиэр, увидев впервые монументальную группу, воскликнул: «Я слышу звуки похоронного марша». Фигуры рабочих, несущих тело Ленина, были изображены первоначально обнажёнными.

Сергей Меркуров. Первый вариант скульптурной группы «Смерть вождя», 1927

Скульптор очень внимательно подошёл к проблеме выбора натурщиков для фигур рабочих. Меркуров для любого памятника лепил фигуру обнажённой, чтобы не допустить ошибок в её изображении и правильно передать напряжение мышц. Только после этого скульптор «одевал» фигуру, но так, чтобы под одеждой ощущалось тело. В скульптурной композиции «Смерть вождя» Меркуров решил оставить фигуры всех рабочих обнажёнными. По свидетельству невестки скульптора, это было связано с двумя причинами:
- Любая одежда мешает видеть пластику тела, которую пытался передать Сергей Меркуров.
- Скульптор следовал принципу героизации в древнегреческой скульптуре, в которой тело по умолчанию изображалось всегда обнажённым.

Валентин Булгаков связывал замысел скульптора с тем, что автор соотносит героическую смерть с «высшей ступенью общечеловеческой, идеальной, неумирающей, императивной красоты».
По мнению американской исследовательницы Нины Тумаркин, к 1926 году культ Ленина уже был упорядочен, «направлялся и контролировался сверху». «Полёт фантазии» деятелей искусства был ограничен, а свойственное предшествующим годам разнообразие ленинианы больше не допускалось. «Шаблонизация ленинского культа», с точки зрения Тумаркин, сопровождалась параллельно идущим процессом изменения самого культа Ленина — он все меньше концентрировался на оплакивании его смерти и превращался в «священное оружие» ведущих борьбу между собой партийных группировок. Гипсовый макет будущего монумента «Смерть вождя» (его размер — 360 × 200 × 270 см, до нашего времени этот вариант памятника не дошёл, но сохранился снимок композиции, сделанный неизвестным советским фотографом в тёмном помещении в 1927 году) был закончен скульптором в 1927 году и направлен на выставку «Художественные произведения к десятилетию Октябрьской революции», которая должна была открыться в январе 1928 года. 30 декабря 1927 года — ещё до открытия выставки — её посетил секретарь Центральной контрольной комиссии Матвей Шкирятов. Он был возмущён скульптурной группой «Смерть вождя». Его претензии выражались двумя основными тезисами в письменном обращении к Генеральному секретарю ЦК И. В. Сталину, которое он немедленно написал:
- Ленин у Меркурова абсолютно не похож внешне на вождя революции.
- Десять фигур, несущих тело вождя, изображены «в совершенно обнажённом виде».

Шкирятов писал о «нелепости этих символических фигур у гроба Владимира Ильича, производящих только отрицательное впечатление». Особая комиссия Оргбюро ЦК в составе М. Ф. Шкирятова, А. С. Енукидзе и А. И. Криницкого постановила немедленно удалить скульптурную композицию «Смерть вождя» с выставки.
В ответ на заявление Шкирятова 2 января 1928 года в Политбюро ЦК ВКП(б) направили коллективное заявление А. В. Луначарский, Г. М. Леплевский, Н. П. Горбунов и Г. И. Петровский. В нём отмечалось, что аргументы комиссии Оргбюро сформулированы не совсем ясно, а комиссия СНК СССР по закупкам и заказам художественных произведений уже приняла решение о приобретении горельефа и отправке на выставку. Скульптурная группа в этом заявлении была охарактеризована как «торжественная» и «весьма ритмичная», поэтому, по мнению авторов, она заслуживает быть представленной на выставке. В заключении обращения было сказано:

Исходя из ужасного удара для художника, каким является осуждение его произведения, и тяжёлого впечатления, которое произведёт этот факт на весь художественный мир нашей страны, принимая во внимание, наконец, что неясная мотивировка этой весьма суровой меры породит, наверное, множество толков вокруг этого факта, как в нашей стране, так и за рубежом, мы, нижеподписавшиеся, считаем необходимым поставить этот вопрос в Политбюро.— Колоскова Т. Г., Киташова О. А. Скульптурная группа С. Д. Меркурова «Смерть вождя»
Заседание Политбюро 5 января 1928 года постановило утвердить решение особой комиссии Оргбюро о снятии скульптурной композиции с выставки и возвращении её Меркурову.

## Второй вариант скульптурной группы

Сергей Меркуров. Второй вариант скульптурной группы «Смерть вождя» (в гипсе на открытке, выпущенной в 1930 году), 1928

В 1928 году скульптор одел персонажей группы, а 15 апреля обратился в Комиссию по увековечению памяти В. И. Ленина с просьбой дать оценку новому варианту. В своём обращении он просил также дать разрешение на выпуск репродукции с гипсовой модели для распространения «в Америке», на допуск модели к участию в выставке в Москве и на выполнение композиции в граните — материале для которого она собственно и предназначалась. Комиссия дала положительное заключение по всем трём проблемам, волновавшим автора. В марте 1930 года Объединение художников-реалистов выпустило репродукцию с гипсовой модели (размер почтовой открытки — 10,3 × 14,7 см, бумага, печать, сепия). На ней был указан собственник работы скульптора в то время — музей Института В. И. Ленина. В письме Клавдии Зелениной в том же году скульптор упоминал, что второй вариант был у него приобретён Совнаркомом.
Профессор МГУ, в будущем — доктор искусствоведения, Анатолий Бакушинский, выступая в 1928 году с докладом «Образ Ленина в скульптуре» в Коммунистической академии, назвал второй вариант композиции «Смерть вождя» одной из лучших в скульптурной лениниане. Он отметил влияние эпохи Возрождения в «строгой и ритмичной торжественности», присущей работе Меркурова, «медленную, тяжёлую поступь похоронного шествия», «простую выразительность жеста и движения». Он упоминал о снятии скульптурной группы с экспозиции юбилейной выставки, говорил о том, что в связи с замечанием о недопустимости изображения персонажей обнажёнными, «скульптор принуждён был уступить… и одел фигуры в рабочие костюмы». В конфликте, который разгорелся вокруг скульптурной группы, Бакушинский увидел «борьбу натуралистических течений со стремлением к монументальной форме и свободой художественного замысла». Советский живописец Александр Герасимов с восхищением писал о первом варианте композиции: «Я никогда не забуду его первую большую скульптурную группу… „Смерть вождя“». О требовании прикрыть фигуры одеждой он иронизировал, что скульптор подчинился требованию «одеть [рабочих на горельефе] в тряпки, которые прикрывают наше тело и которые часто являются прихотью моды скоропреходящей или прихотью портного». Советский скульптор Николай Никогосян писал, что после того, как скульптор вынужден был одеть фигуры рабочих, значительно ослаб драматизм горельефа.
В 1932 году второй вариант группы был разбит при перемещении из Института В. И. Ленина в связи с объединением с Институтом К. Маркса и Ф. Энгельса в только что созданный Институт Маркса — Энгельса — Ленина при ЦК ВКП(б). В музей при новом учреждении была отправлена вся коллекция произведений искусства Института В. И. Ленина. Скульптурную группу удалось восстановить, но после реставрации она была размещена уже в экспозиции другого музея — «Траурный поезд В. И. Ленина».

## Скульптурная композиция в граните

Сергей Меркуров. Смерть вождя (лицевая сторона)

О материале для окончательного варианта композиции Меркуров говорил: «В нём я нахожу возможность выразить силу, мощь, величие, простоту, стойкость. Гранит любит компактность, композиционную собранность, обобщение. Он мало пригоден для выполнения деталей. Больше чем какой-либо другой материал, он даёт возможность выразить характерное, главное, общее». К проблеме воплощения композиции в граните Меркуров вернулся только в 1946 году. В это время он получил значительный гонорар в 190 тысяч рублей, 54 тысячи из них он истратил на приобретение гранита (его он заказал тресту Укрнерудпром) и его доставку. Работу он рассчитывал завершить к 30-летию Октябрьской революции и планировал дать ей название «Рабочие несут тело Владимира Ильича». Трест получил деньги, но сорвал доставку гранита. Меркуров тяжело переживал сложившуюся ситуацию, заболел и в 1947 году вынужден был обратиться с письмом лично к члену Политбюро ЦК и первому заместителю Председателя Совета Министров СССР Лазарю Кагановичу, в котором просил о помощи.
В сентябре 1947 года Л. М. Каганович сообщил Меркурову, что глыба гранита будет отгружена в Москву не позже 20 сентября 1947 года. Гранитная глыба весом 60 тонн (Валентин Булгаков со слов В. Е. Жукова писал, что вес был 62 тонны), вырубленная в карьерах Запорожья, прибыла в Москву и была размещена вблизи мастерской Меркурова в Измайлово в феврале 1948 года. Вокруг этой глыбы была возведена ещё одна, временная, деревянная мастерская специально для работы над композицией «Смерть вождя». Работа по воплощению скульптурной композиции в камне была окончательно завершена в 1949 году, но она продолжала находиться в мастерской Меркурова ещё целых пять лет после смерти автора. Когда Валентин Булгаков побывал в мастерской скульптора, на вопрос, почему уже законченная в граните композиция так и не была востребована и продолжает находиться в Измайлово, он получил ответ от секретаря Меркурова В. Е. Жукова, что «существуют возражения»: фигура мёртвого Ленина изображена обнажённой, она только прикрыта тканью, но о её наготе легко догадаться по открытым кистям и груди.
Только в 1955 году Центральный музей В. И. Ленина выступил с заявлением к ЦК КПСС с просьбой разрешить приобрести эту скульптурную композицию для установления в Доме-музее В. И. Ленина в Ленинских Горках. Необходимость мотивировалась желанием увековечив память о покойном к тому времени С. Д. Меркурове. Скульптурная группа была установлена рядом с усадебным домом в Горках только в 1958 году. В советское время существовала традиция принимать школьников в пионеры весной каждого года именно рядом со скульптурной композицией Сергея Меркурова. Василий Дмитриев в статье на английском языке в журнале «Soviet Military Review» писал: «Проходя мимо этой скульптуры, люди мысленно обещают быть верными бессмертному делу великого человека, который отдал свою жизнь за людей ради счастливого будущего».
В 1980 году в Горки Ленинские была доставлена разобранная на части гипсовая композиция «Смерть вождя» в связи с постройкой нового здания павильона для музея «Траурный поезд В. И. Ленина», где ей, однако, так и не было найдено места.
Кандидат искусствоведения Пётр Черёмушкин упоминал в интервью радио «Свобода», что Меркуров уже выполненную в граните многофигурную скульптуру направил в подарок Сталину к юбилею в 1949 году и неосторожно прикрепил к ней ценник. Вскоре скульптор получил ответ в письменной форме: «Такой дорогой подарок принять не могу». После этого Меркурова сняли с должности директора ГМИИ имени А. С. Пушкина.

## Отечественное искусствоведение и культурология о скульптурной группе Меркурова

### Советские искусствоведы о «Смерти вождя»

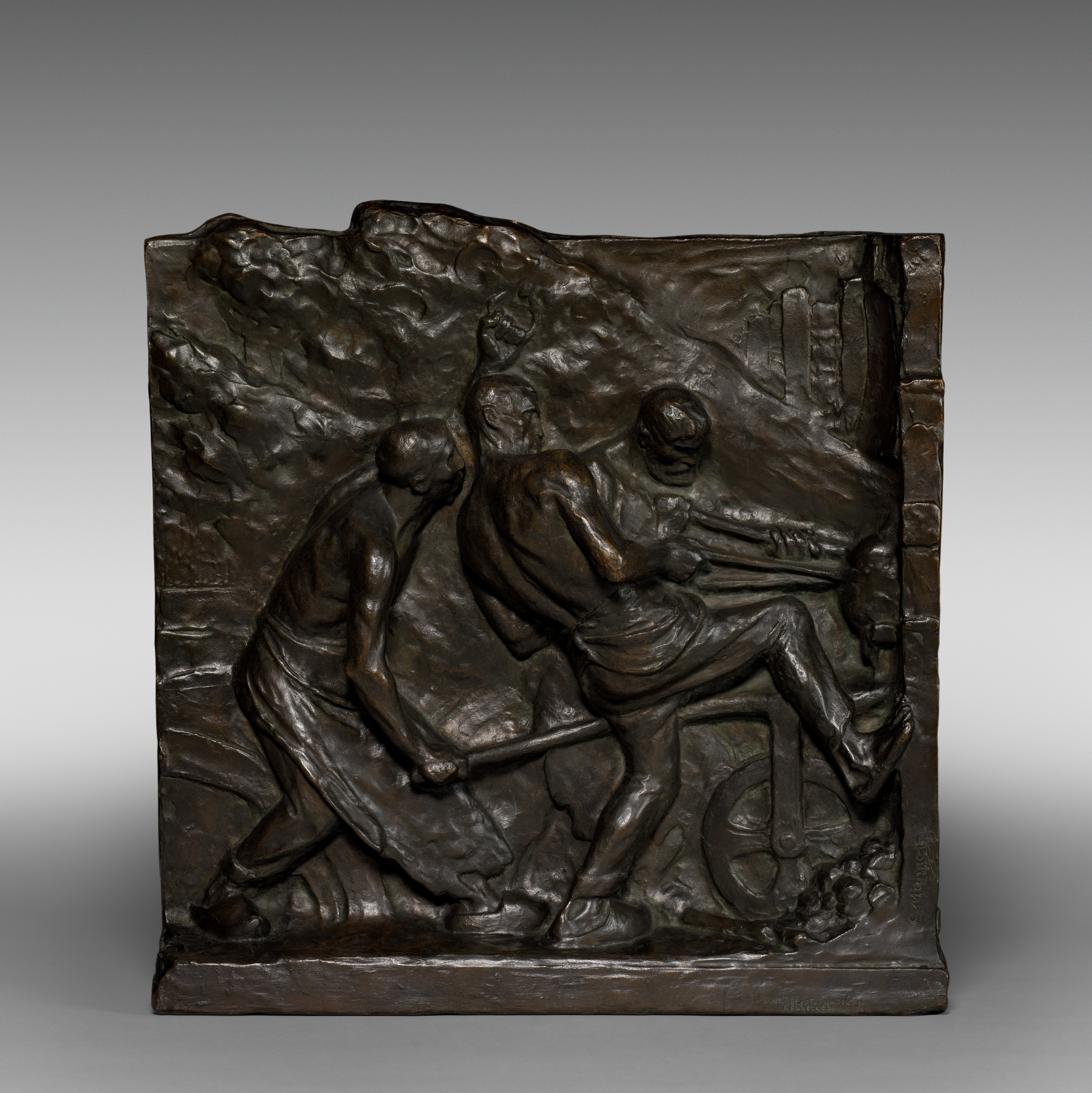
Константин Менье. Печь, 1890

Советский искусствовед Константин Ситник в небольшой брошюре о творчестве Меркурова, изданной в 1944 году, охарактеризовал «Смерть вождя» как полную торжественного величия и скорби композицию, назвал её первой работой меркуровской ленинианы. Он отмечал, что скульптор находился во власти переживаний, связанных со смертью лидера партии, это чувство было не только человеческим, но ещё и гражданским. Отражением его стали фигуры рабочих, несущих тело Ленина. Они охвачены горем, но одновременно исполнены мужества в своём шествии. Ситник увидел в скульптурной группе продолжение традиций Огюста Родена и Константина Менье. Группа фигур впечатляет зрителя своим ритмом и единством. Вопреки мнению Шкирятова, советский искусствовед отмечал портретность образа Ленине, его величие. К 1947 году скульптурная композиция, ещё представленная в виде гипсовой модели, высоко оценивалась специалистами-искусствоведами (один из них отмечал поэтическое, образное претворение темы, и делал вывод, что в этой своей работе Меркуров проявил себя не только как реалист, но и как романтик), но плохо была известна широкой зрительской аудитории.
В 1957 году доктор искусствоведения М. Л. Нейман писал, что скульптор пытался изобразить «чувство безмерной народной скорби». Он утверждал, что работа Меркурова трогает зрителей «драматизмом темы, слитностью мысли художника с мыслями и переживаниями» простых советских людей. Тем не менее Нейман отмечал, что в упрёк скульптору «обычно ставят минорное звучание скульптурной группы». Искусствовед считал, что оно на самом деле соответствует своеобразию замысла и решения скульптурной композиции. Искусствовед затруднялся отнести «Смерть вождя» к определённому виду скульптуры, отмечая, что в этой композиции есть элементы памятника, но ближе всего, по его мнению, группа подходит к мемориальной пластике.
Вовек

           такого

                       бесценного груза

ещё

        не несли

                       океаны наши,

как гроб этот красный,

                                      к Дому Союзов

плывущий

                  на спинах рыданий и маршей.
Кандидат искусствоведения, лауреат Государственной премии РСФСР Раиса Аболина отмечала, что скульптор многие годы работал над воплощением образа В. И. Ленина, но далеко не все его произведения убедительны. В части его работ присутствуют элементы внешней патетики, однообразие жеста и движения. Многофигурную группу «Смерть вождя» советский, однако, искусствовед назвала подлинно волнующей, отметила, что траурное шествие людей, несущих на плечах тело Ленина, воспринимается как торжественный реквием. В книге «Ленин в советском изобразительном искусстве. Живопись, скульптура, графика», вышедшей в 1975 году, та же Раиса Аболина ставит в упрёк скульптурной композиции «Смерть вождя» «влияние модерна с его тягой к абстрактной символике». Скорбь всего советского народа воплощают «фигуры рабочих, отдающих последний долг своему другу и учителю».
Искусствовед Инесса Меркурова считала, что скульптурная композиция «Смерть вождя» имеет прямое соответствие во фрагменте поэмы Владимира Маяковского «Владимир Ильич Ленин» (поэма была опубликована в том же 1927 году, к которому относится первый вариант «Смерти вождя»).

### Современные искусствоведы и культурологи о скульптурной группе

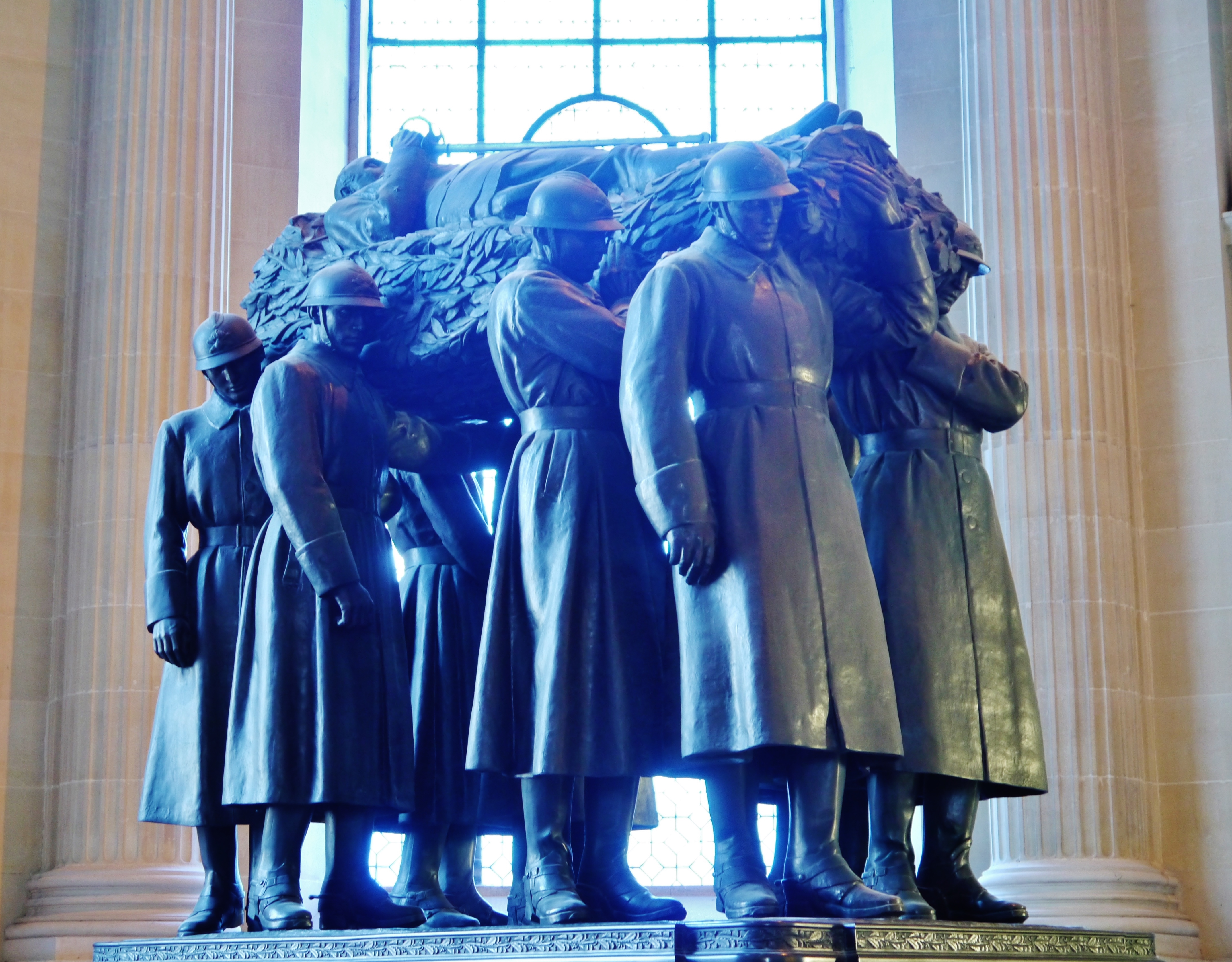
Надгробие Фердинанда Фоша в Доме инвалидов в Париже

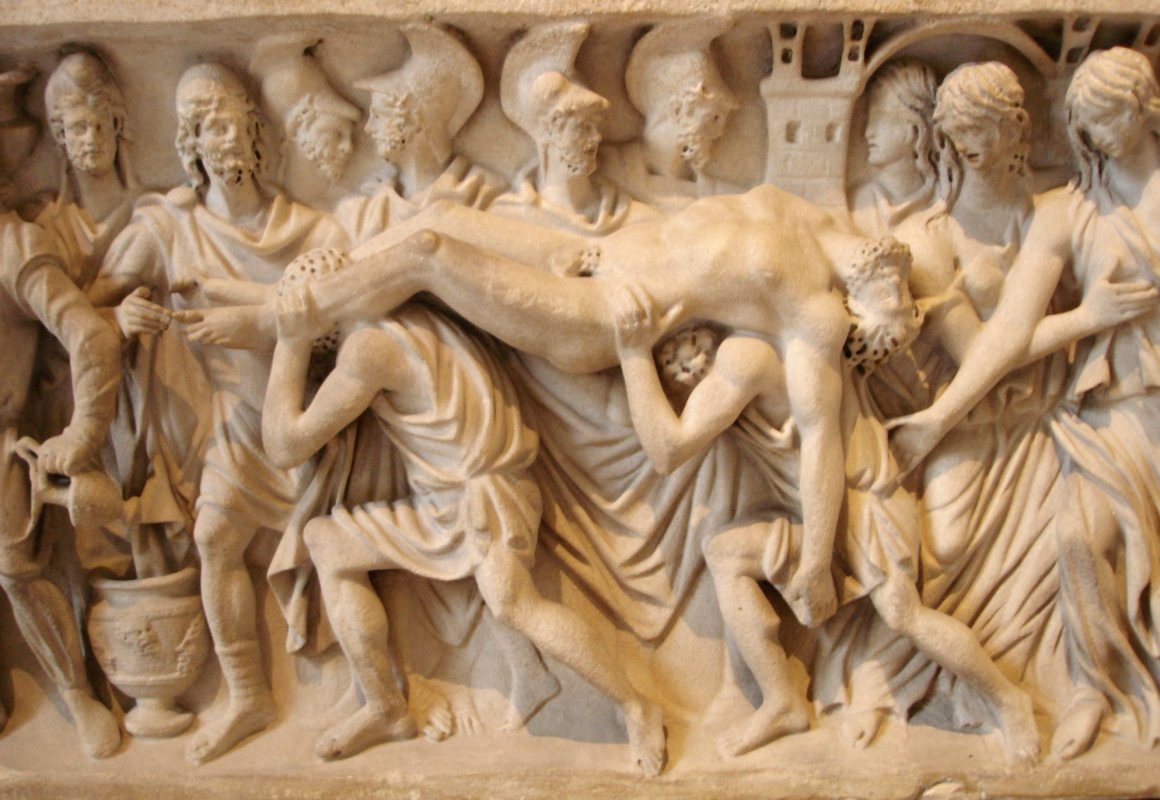
Возвращение тела Гектора в Трою. Барельеф на римском саркофаге, Лувр Ma 353 (MR 793), 180—200

По мнению члена-корреспондента Российской академии художеств, кандидата искусствоведения Сергея Орлова, в композиции присутствуют два смысловых пласта: с одной стороны показана и прославляется связь вождя и народа, с другой стороны в монументе воплощена тема «трагической неотвратимости смерти». Орлов считал иконографический образ покойного вождя в композиции традиционным для европейских средневековых и ренессансных надгробий, в которых он был представлен лежащим, что связывалось в сознании зрителя с «посмертным покоем». Искусствовед относил этот памятник к типу мемориально-исторической скульптурной композиции, сочетавшей «героику, метафизику» и «физиологизм». Истоки метафизического подхода скульптора Орлов возводил ко времени пребывания Сергея Меркурова в Мюнхене (1902—1905 годы), где он проходил обучение в Академии художеств у профессора Вильгельма фон Рюмана. С этого же времени искусствовед отсчитывал и неослабевающий интерес Сергея Меркурова к смерти (так, любимым местом прогулок скульптора во время его годичного пребывания в Париже стало кладбище Пер-Лашез), которая впоследствии неотступно присутствовала в сознании мастера, что, по мнению Орлова, сближало его с Фёдором Достоевским, Львом Толстым, Андреем Платоновым и мастерами барокко. Укрепила же оттенок мемориальности на творчестве Меркурова его работа по снятию посмертных масок.
Российский краевед и биограф, кандидат филологических наук Арсений Замостьянов отмечал, что скульптурная группа Сергея Меркурова в настоящее время открывает Траурную аллею в Горках, именно по этой дороге в январе 1924 года несли гроб с телом Владимира Ленина к железнодорожной станции. Затем гроб с телом уже на поезде был доставлен в Москву. Он отмечал, что композиция напоминает античный барельеф «Возвращение тела Гектора в Трою» и надгробие французского маршала, военачальника I мировой войны Фердинанда Фоша в Доме инвалидов в Париже, но, по его мнению, работа Меркурова драматичнее — в ней больше скорби.
Кандидат искусствоведения, старший научный сотрудник НИИ теории и истории изобразительных искусств Академии художеств Мария Силина считала, что техника горельефа позволила Меркурову обыграть тему рождения фигуры из камня. По её мнению, «Смерть вождя» выступает как «самостоятельная морфологически и коммеморативно единица», а не элемент сложного архитектурно-скульптурного синтеза или комментарий (украшение). Она отмечала в скульптурной композиции эстетизацию смерти, тонкие градации подвига, затухания сознания, скорби, надежды. Причины использования для группы гранита она видела в соединении мотивов вечности и смерти, а также во влиянии эстетики северного модерна, а также скульпторов Германии. Горельефы в граните там служили основой для воплощения образов Времени, Смерти и Человека, сама техника. по утверждению Силиной, вовлекала зрителя во взаимодействие, а символы, используемые скульпторами, связывали их работы с произведениями философии и литературы. Такой горельеф следовало «читать» как книгу. Силина считает такой подход Меркурова революционным для своего времени, но сомневается, что современники могли его так оценивать. Кандидат искусствоведения Пётр Черёмушкин в интервью радио «Свобода» говорил, что когда смотришь на эту композицию в наши дни, то можно воспринимать её как «какой-то вопиющий элемент скульптурного убранства площади или кладбища в Вене или Осло».
Профессор социологии Калифорнийского университета в Беркли Виктория Е. Боннелл отмечала, что руки Ленина в скульптурной композиции вытянуты по бокам, его несут, сгибаясь под тяжестью мёртвого тела, сразу восемь здоровых мужчин. Ленин изображён скульптором с выражением безмятежности, даже блаженства. Горельеф, по мнению американской исследовательницы, включает в себя две трактовки вождя: с одной стороны он — «материальный, телесный Ленин», а с другой стороны — «бессмертный Ленин, вождь, который лежит на плечах его верных последователей». Современный специалист по истории садов и парков Питер Хайден назвал скульптуру «Смерть вождя» «впечатляющим дополнением парка».

### Восточные влияния на скульптурную композицию
Сергей Меркуров приходился двоюродным братом мистику, писателю, путешественнику и оккультисту Георгию Гурджиеву и в 1919 году входил в Петрограде в костяк созданного им мистического общества — «Единое трудовое содружество». Доктор исторических наук, профессор СПбГУ Виктор Брачев считает вершиной творчества Меркурова скульптурную композицию «Смерть вождя». Он отмечал, что тело лидера большевистской партии изображено скульптором не в традиционной для европейца одежде, а покрытым «буддийской тогой махатм». По его словам, тога даёт возможность некоторым исследователям видеть в этом «намёк скульптора на причастность вождя мирового пролетариата к мистическому братству посвящённых». На заседаниях эзотерического кружка, который активно посещал до революции скульптор, Гурджиев подходил к человеку как к сверхсложной машине, потенциал которой слабо задействован и практически не раскрыт в повседневной деятельности. Путями пробуждения этого потенциала он считал путь факира (всё внимание концентрируется на физическом развитии), путь монаха (на эмоциональном развитии личности) и путь йога (интеллектуальное развитие личности), оптимальным является сочетание всех трёх.
Брачев ссылается на исследования российского писателя Олега Шишкина, который на основе работы с архивными материалами утверждал, что в 10-е годы XX века Меркуров был членом каббалистического ордена мартинистов «Роза и крест» и видным масоном. Скульптурная группа «Смерть вождя» выполнена так, что она легко может быть осмотрена со всех сторон, однако, если, по утверждению Шишкина, посмотреть на неё сверху, то можно заметить, что Ленин изображён не в традиционном европейском пиджаке, а в буддийской тоге. Шишкин утверждал, что композиция преподносится Меркуровым «как буквальная цитата из привезённого в 1926 году Николаем Рерихом „Письма гималайских махатм“». В нём авторы, являющиеся духовными лидерами Востока, называют Ленина махатмой. В 1926 году Рерих, по утверждению Шишкина, встретился с Меркуровым в его мастерской и предоставил ему возможность ознакомиться с текстом «Писем махатм».